# براتيسلافا 3
براتيسلافا 3 (بالسلوفاكية: Bratislava III)‏ هو حي في مدينة براتيسلافا. تبلغ المساحة التقريبية للحي 74,7كم² في حين يبلغ تعداد سكان الحي ما يقرب من 62,145 بحسب إحصاء العام 2007. أما كثافة السكان فتصل إلى 832 كم². يتشكل حي براتيسلافا III من ثلاثة بلديات نوفى ميستو (بالسلوفاكية: Nové Mesto)‏, راتشا (بالسلوفاكية: Rača)‏, فاينوري (بالسلوفاكية: Vajnory)‏.

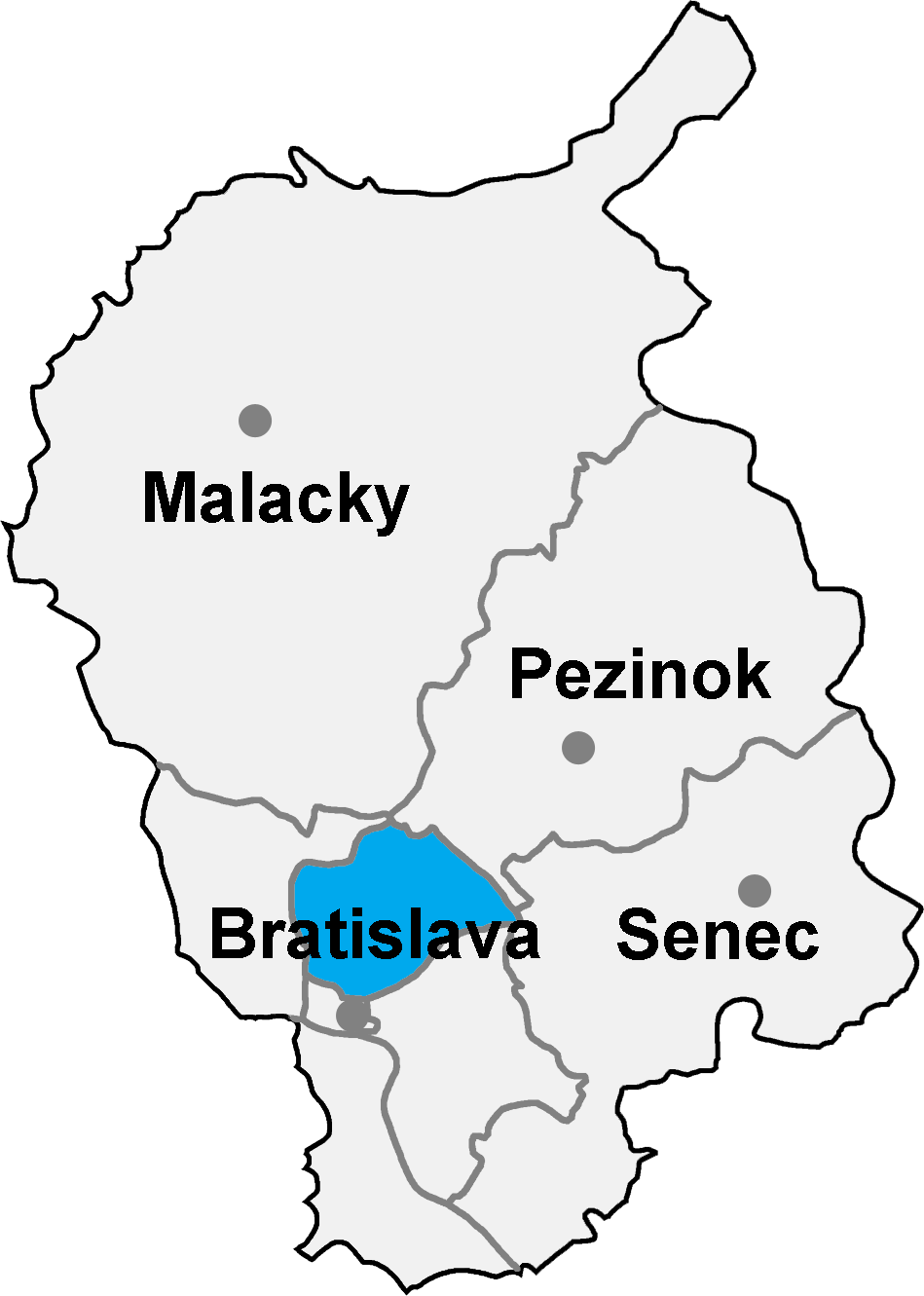
موقع حي براتيسلافاIII في إقليم براتيسلافا